# Morvillers-Saint-Saturnin
Morvillers-Saint-Saturnin (picardisch: Morvilé-Saint-Saturnin) ist eine nordfranzösische Gemeinde mit 376 Einwohnern (Stand 1. Januar 2022) im Département Somme in der Region Hauts-de-France. Die Gemeinde liegt im Arrondissement Amiens, ist Teil der Communauté de communes Somme Sud-Ouest und gehört zum Kanton Poix-de-Picardie.

## Geographie
Die von der früheren Route nationale 29 durchquerte Gemeinde liegt rund sechs Kilometer östlich von Aumale in der Haute-Normandie und zwölf Kilometer westlich von Poix-de-Picardie. Das Gemeindegebiet erstreckt sich im Norden bis über die Autoroute A29 hinaus und grenzt an die Gemeinden Hornoy-le-Bourg und Lafresguimont-Saint-Martin. Im Westen grenzt es u. a. an Aumale und damit an das Département Seine-Maritime. Zu Morvillers gehören die Gemeindeteile Charny und Etotonne im Norden und Digeon im äußersten Südwesten sowie der Verkehrsknotenpunkt Le Coq Gaulois, an dem sich die Départementsstraßen D1029, D315 und D18 treffen. Die Kirche Saint-Saturnin liegt isoliert an der D18 etwa einen Kilometer westlich von Morvillers. Nördlich der D1029 breitet sich ein Windpark (Parc Éolien de Morvillers) aus.

## Einwohner
| 1962 | 1968 | 1975 | 1982 | 1990 | 1999 | 2006 | 2011 |
| ---- | ---- | ---- | ---- | ---- | ---- | ---- | ---- |
| 397  | 374  | 322  | 350  | 385  | 360  | 363  | 409  |

## Sehenswürdigkeiten
- Kirche Saint-Saturnin, ein Ziegelbau aus dem 16. Jahrhundert, isoliert auf dem Friedhof
- Blumengarten des Schlosses von Digeon bei dem Schloss im neo-klassizistischen Stil (seit 2005 als Monument historique klassifiziert - Base Mérimée PA80000045)

## Persönlichkeiten
- Marcel Audemard d’Alançon (1914–1940), französischer Flieger, bei einem Luftkampf hier ums Leben gekommen und auf dem Friedhof Saint-Saturnin begraben